# Estação Ziablikovo
Ziablikovo (em russo:  Зябликово) deverá estar operacional em 2011 e passará a ser um novo terminal da linha Liublinsko-Dmitrovskaia (Linha 10) do Metro de Moscovo, na Rússia. A estação «Ziablikovo» está localizada após a «Chipilovskaia».